# Хебронвилл
Хебронвилл (англ. Hebbronville) — невключённая община и статистически обособленная местность в США, расположенная в южной части штата Техас, административный центр округа Джим-Хогг. По данным переписи за 2010 год число жителей составляло 4558 человек, по оценке Бюро переписи США в 2018 году в городе проживало 4662 человека.

## История

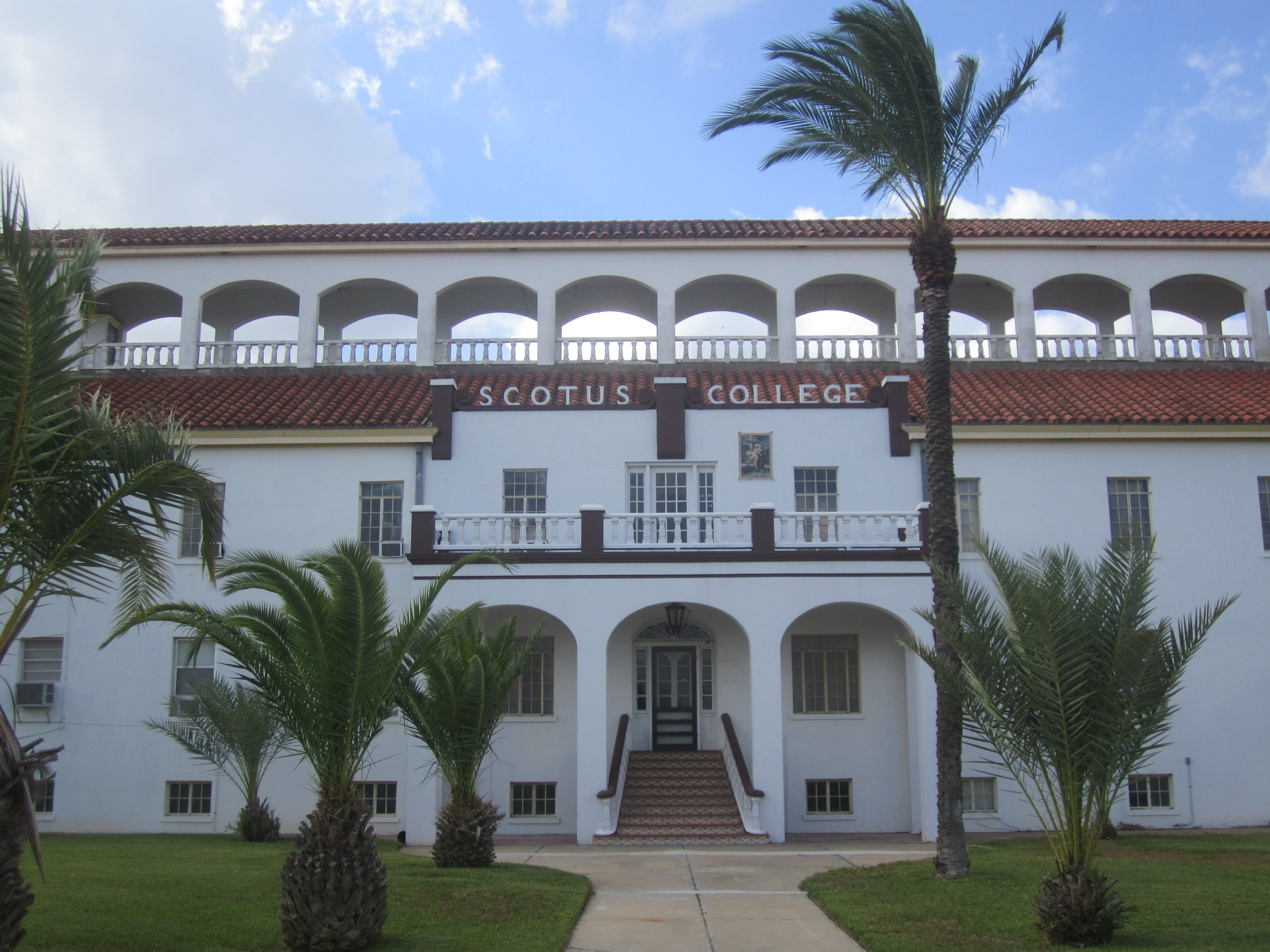
Семинария Scotus College, обучавшая католических священников

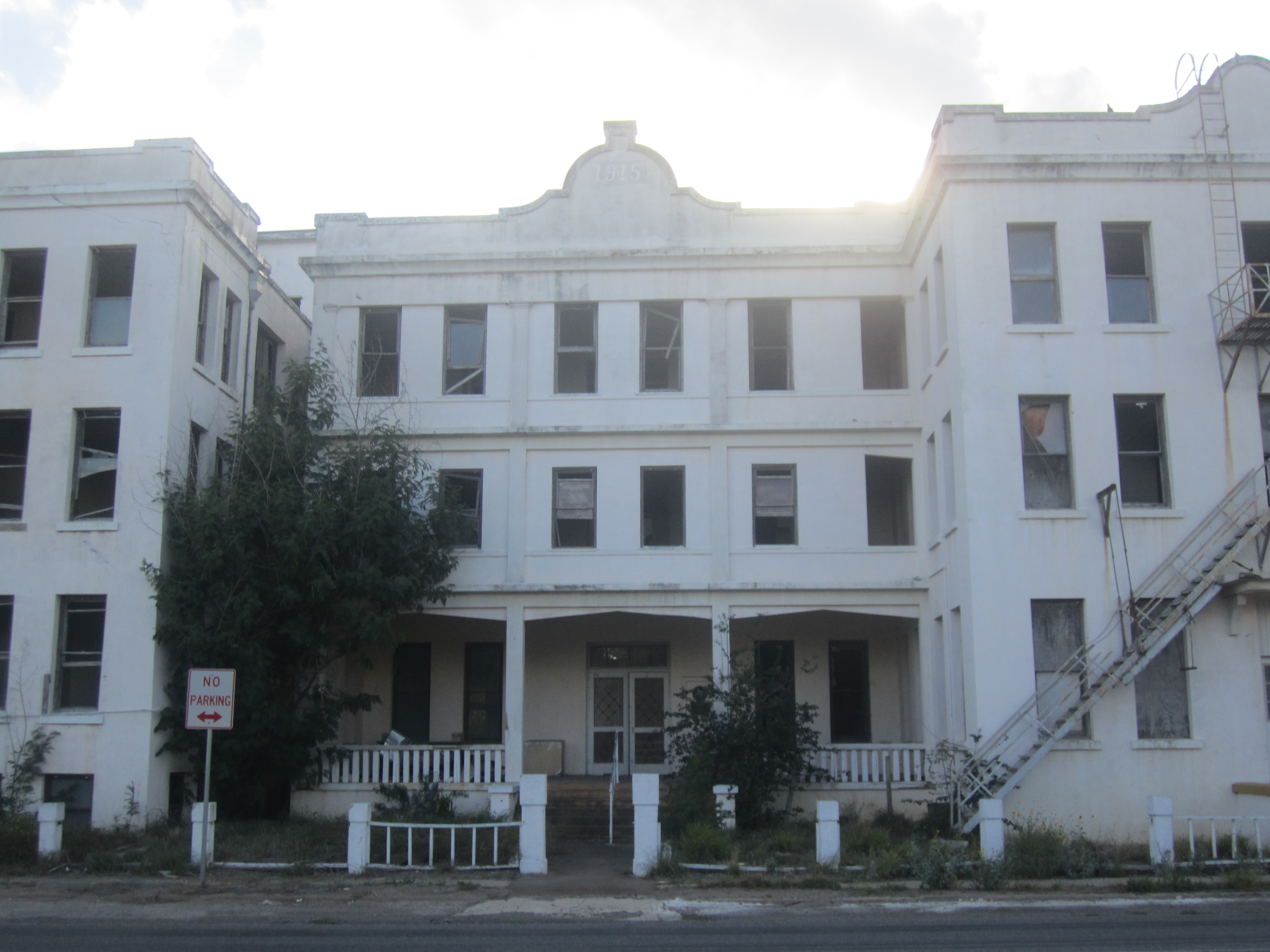
Заброшенный отель Viggo Hotel напротив здания суда округа Джим-Хогг

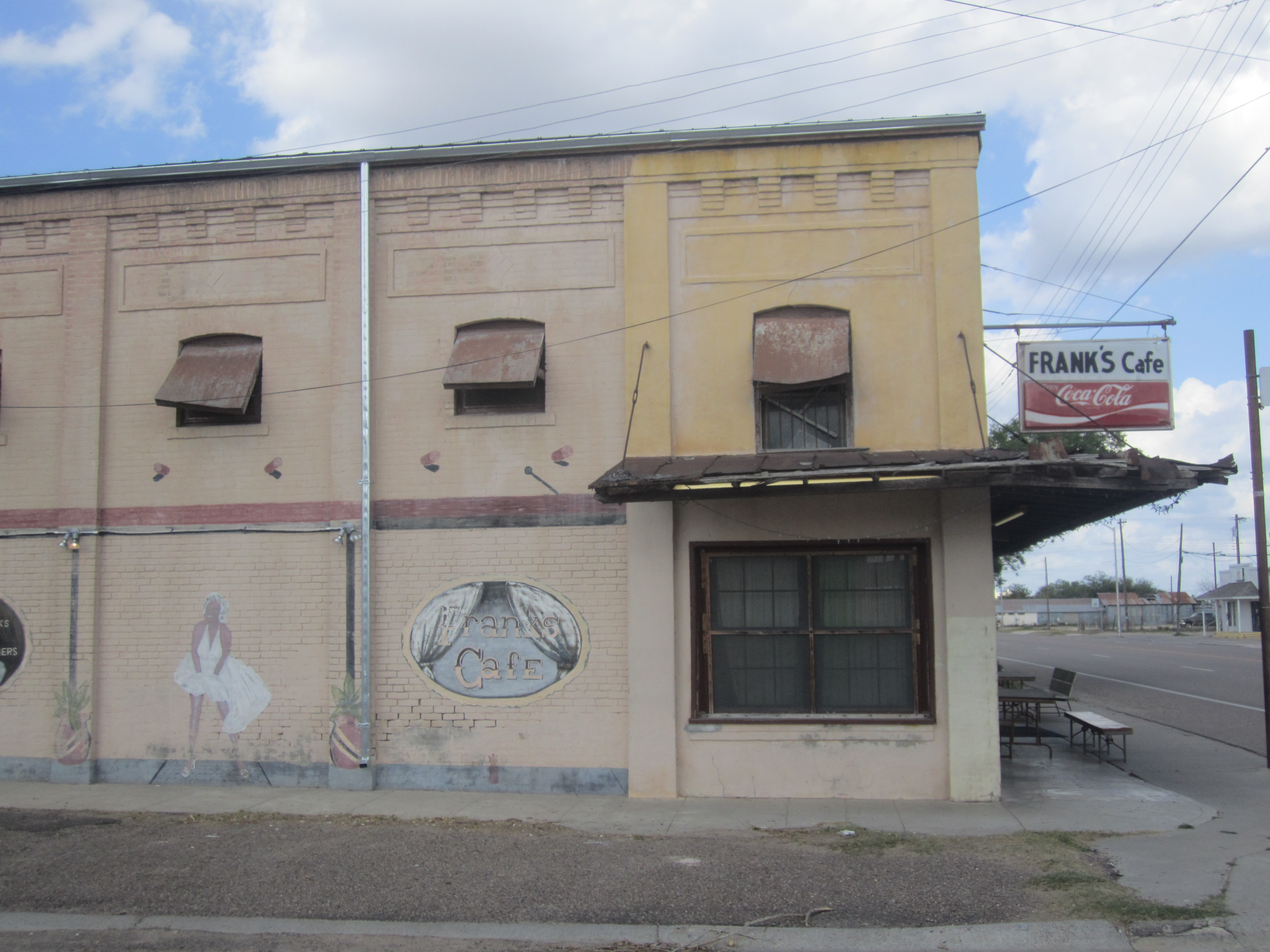
Старое кафе Frank's Cafe в Хебронвилле, которому был посвящён эпизод телевизионной программы Texas Country Reporter в 2004 году

Поселение было основано в 1883 году, при строительстве железной дороги компанией Texas-Mexican Railway Company. Компания купила землю у местного скотовода Джеймса Хеброна и перенесла находящуюся неподалёку станцию. В 1887 году в городе на деньги латиноамериканских жителей города, желавших, чтобы их дети изучали испанский язык и мексиканские традиции, была основана школа Colegio Altamirano. В 1895 году было открыто почтовое отделение города, а год спустя заработал первый хозяйственный магазин. Первая католическая церковь, Iglesia Católica Mexicana, была основана в 1899 году, первая баптистская — в 1909, а миссия первой методистской церкви — в 1912. В 1913 году был образован округ Джим-Хогг, а Хебронвилл был выбран административным центром. В том же году была образована школьная система, построено здание суда, открылся банк. В 1914 году был основан театр, а в 1915 году открылась гостиница Viggo Hotel. К тому  моменту в городе работало 8 продовольственных магазинов, аптека, было 13 заводчиков скота.
В 1926 году начался выпуск газеты Jim Hogg County Enterprise, тогда же, опасаясь преследований, из Мексики в Хебронвилл переехала францисканская семинария Scotus College. В 1931 году был организован добровольческий отряд по борьбе с пожарами. В 1933 году организована мексиканская методистская церковь. В 1958 году закрылась школа Colegio Altamirano и была образована торговая палата Хебронвилла. В 1960 году была создана компания Hebbronville Auction and Commission Company, которая занялась продажами скота с аукционов. В 1961 году открыт госпиталь.

## География
Хебронвилл находится в северной части округа, его координаты: 27°19′26″ с. ш. 98°41′10″ з. д..
Согласно данным бюро переписи США, площадь города составляет около 16,2 км2, полностью занятых сушей.

### Климат
Согласно классификации климатов Кёппена, в Хебронвилле преобладает семиаридный климат низких широт (Bsh).
| Показатель                | Янв. | Фев. | Март | Апр. | Май  | Июнь | Июль | Авг. | Сен. | Окт. | Нояб. | Дек. | Год  |
| ------------------------- | ---- | ---- | ---- | ---- | ---- | ---- | ---- | ---- | ---- | ---- | ----- | ---- | ---- |
| Абсолютный максимум, °C   | 35   | 35   | 37,8 | 38,3 | 39,4 | 40,6 | 40,6 | 40,6 | 38,9 | 37,8 | 34,4  | 29,4 | 40,6 |
| Средний максимум, °C      | 19,3 | 23,9 | 28,1 | 32,7 | 34,8 | 36,9 | 37,2 | 36,8 | 33,3 | 32,1 | 26,6  | 21,9 | 30,3 |
| Средняя температура, °C   | 11,8 | 14,8 | 19,4 | 25,5 | 27,3 | 29,5 | 29,1 | 29,3 | 27,3 | 24,4 | 17,9  | 12,8 | 22,4 |
| Средний минимум, °C       | 4,2  | 7,9  | 10,3 | 16,1 | 19,9 | 21,7 | 21,8 | 21,8 | 19,6 | 16,7 | 9,9   | 4,9  | 14,6 |
| Абсолютный минимум, °C    | −6,1 | −3,9 |      | 2,8  | 13,3 | 15,6 | 18,3 | 15,6 | 11,7 | 4,4  | −6,7  | −3,9 | −6,7 |
| Норма осадков, мм         | 34   | 24   | 34   | 36   | 41   | 69   | 30   | 60   | 100  | 70   | 22    | 17   | 539  |
| Источник: weatherbase.com |      |      |      |      |      |      |      |      |      |      |       |      |      |

## Население
Согласно переписи населения 2010 года в городе проживало 4558 человек, было 1625 домохозяйств и 1180 семей. Расовый состав города: 88,5 % — белые, 0,5 % — афроамериканцы, 0,4 % — коренные жители США, 0,3 % — азиаты, 0 % — жители Гавайев или Океании, 8,9 % — другие расы, 1,4 % — две и более расы. Число испаноязычных жителей любых рас составило 92,8 %.
Из 79 домохозяйств, в 39,4 % живут дети младше 18 лет. 49,9 % домохозяйств представляли собой совместно проживающие супружеские пары (21,1 % с детьми младше 18 лет), в 16,4 % домохозяйств женщины проживали без мужей, в 6,3 % домохозяйств мужчины проживали без жён, 27,4 % домохозяйств не являлись семьями. В 25,2 % домохозяйств проживал только один человек, 11,7 % составляли одинокие пожилые люди (старше 65 лет). Средний размер домохозяйства составлял 2,8 человека. Средний размер семьи — 3,36 человека.
Население города по возрастному диапазону распределилось следующим образом: 31,5 % — жители младше 20 лет, 24 % находятся в возрасте от 20 до 39, 23,1 % — от 40 до 64, 15,4 % — 65 лет и старше. Средний возраст составляет 34,9 года.
Согласно данным пятилетнего опроса 2018 года, медианный доход домохозяйства в Хебронвилле составляет 29 438 долларов США в год, медианный доход семьи — 39 643 доллара. Доход на душу населения в городе составляет 15 808 долларов. Около 27 % семей и 30,5 % населения находятся за чертой бедности. В том числе 43,8 % в возрасте до 18 лет и 20 % старше 65 лет.

## Инфраструктура и транспорт
Основными автомагистралями, проходящими через Хебронвилл, являются:
- автомагистраль 16 штата Техас идёт с севера от Тилдена на юго-запад к Запате.
- автомагистраль 285 штата Техас начинается в Хебронвилле и идёт на восток к Фалфурриасу.
- автомагистраль 359 штата Техас идёт с северо-востока от Алиса на запад к Ларедо.

В городе располагается аэропорт округа Джим-Хогг. Аэропорт располагает одной взлётно-посадочной полосой длиной 1525 метров. Ближайшим аэропортом, выполняющим коммерческие рейсы, является международный аэропорт Ларедо. Аэропорт находится примерно в 90 километрах к западу от Хебронвилла.

## Образование
Город обслуживается независимым школьным округом округа Джим-Хогг. 